# Sharon Hunt
Sharon Ann Hunt (Bury St Edmunds, 11 ottobre 1977) è una cavallerizza britannica, vincitrice della medaglia di bronzo alle Olimpiadi di Pechino 2008 nel concorso completo a squadre..

## Partecipazioni olimpiche
1. Pechino 2008

## Palmarès
- Giochi olimpici

Pechino 2008: bronzo nel completo a squadre.